# Hanumanakatte, Holalkere
Hanumanakatte là một làng thuộc tehsil Holalkere, huyện Chitradurga, bang Karnataka, Ấn Độ.